# 43724 Pechstein
43724 Pechstein è un asteroide della fascia principale. Scoperto nel 1975, presenta un'orbita caratterizzata da un semiasse maggiore pari a 2,4736064 UA e da un'eccentricità di 0,2304060, inclinata di 7,97818° rispetto all'eclittica.